# Fernand Mazerolle
Fernand Mazerolle, né à Paris le 24 mars 1868 où il est mort le 18 novembre 1941, est un archiviste-paléographe et conservateur de musées français. 

## Biographie
Diplômé de l'École des chartes en 1890 en archivisme-paléographie, on lui doit la thèse Médailleurs français du XVe au milieu du XVIIe siècle qui obtient la mention « Remarquable » du Comité des travaux historiques. De cette thèse, Mazerolle tire son ouvrage Collection de documents inédits pour servir à l'Histoire de France (2 vol. et un atlas, 1902-1904) qui est récompensé par le prix Saintour par l'Académie des inscriptions et belles-lettres. 
Conservateur du Musée de la monnaie, Mazerolle est l'éditeur de 1897 à 1914 de la Gazette numismatique française. Il est l'organisateur des espaces numismatiques de l'exposition universelle de 1900, de l'exposition des arts décoratifs de 1925 et des expositions universelles de Bruxelles (1910), Rome (1911) et Gand (1913).